# Suså
Suså – rzeka w Danii w Zelandii. Jej długość wynosi około 83 km, zaś powierzchnia zlewni 1170 km². Źródło rzeki znajduje się w Tingerup Tykke.